# Sandfly (baie)
Pour l’article homonyme, voir Sandfly Island.

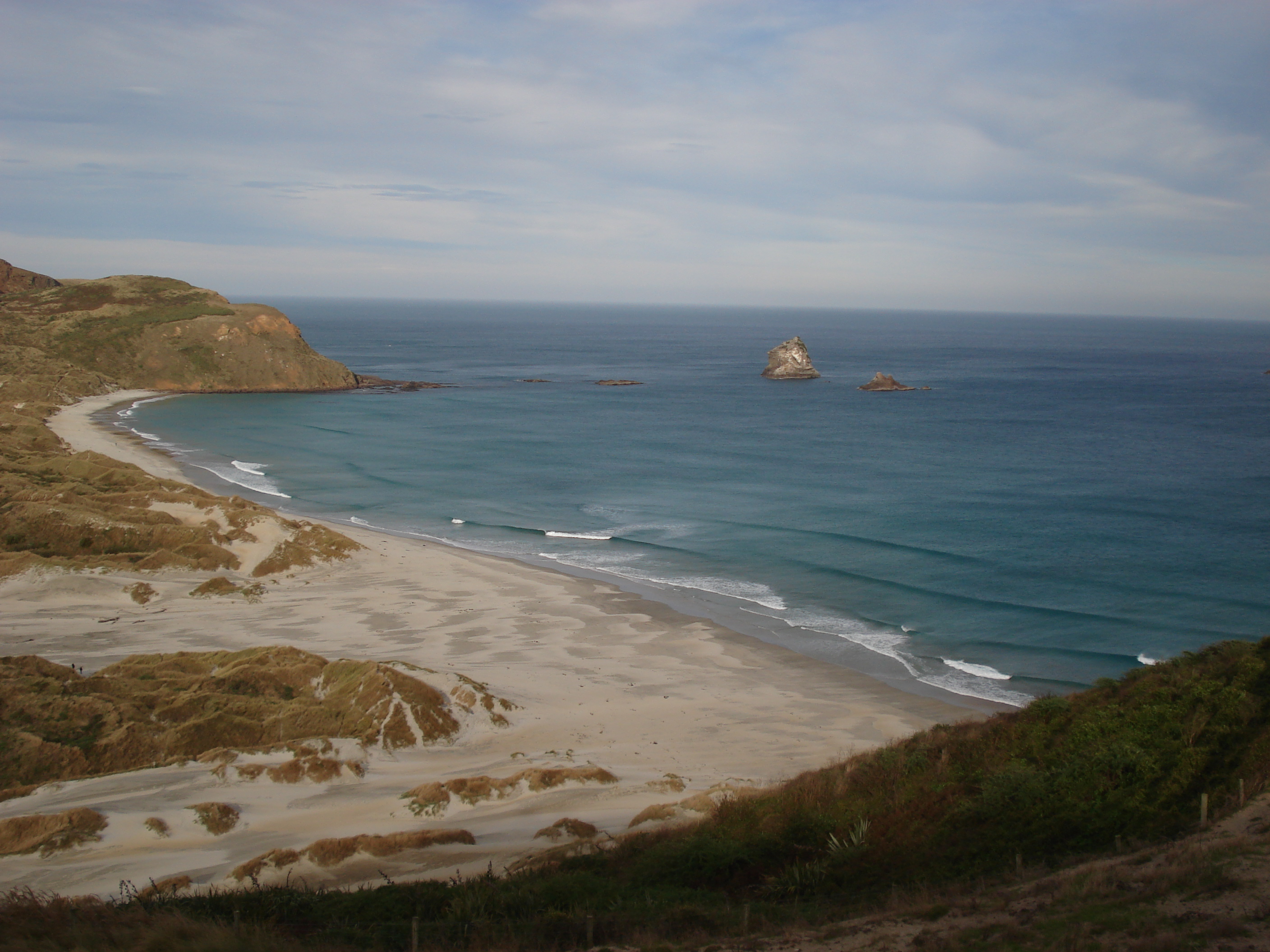
La baie de Sandfly au niveau de Seal Point Road, en regardant vers l’est vers Lion's Head Rock, qui est clairement visible vers la droite du centre de la photo(mai 2007)

Sandfly Bay est une barre sableuse avec de grandes dunes, située dans l’Île du Sud de la Nouvelle-Zélande.

## Situation
Elle est localisée à l’est de la Péninsule d'Otago, à 15 km à l’est du centre de la cité de Dunedin.
La baie est accessible de la route de “Seal Point Road “ ou par le chemin de randonnée à partir de Sandymount (en).

## Installations
A l’extrémité nord-est de la baie, le “Département de Conservation “(DOC) a construit un observatoire en bois pour le public et pour l’équipe du DOC, pour voir les activités des manchots antipodes ou pingouin à œil jaune, Megadyptes antipodes, sans les perturber.
La plage est un site réputé pour ses Lion de mer de Nouvelle-Zélandes, Phocarctos hookeri, qui se chauffent sur le sable.
C‘est aussi un excellent site pour y trouver sur la plage les rejets et en particulier des algues brunes géantes Durvillea antarctica

## Toponymie
La baie est souvent considérée par les personnes locales comme ayant été dénommée pour un petit insecte, qui mord appelé «sandfly», mais ceci est incorrect.
Elle fut nommée à cause du sable, qui donne sa nature venteuse à la côte, volant facilement à partir des petites dunes situées tout autour de la baie.
De petites îles qui siègent à l’extrémité nord de la baie sont nommées Lion Rock ou Lion's Head Rock, du fait de leurs formes.
Un aspect distinct caractéristique du paysage, peut être vu clairement par beau temps à partir de la seconde plage près de la banlieue de Saint Clair, située à 18 kilomètres vers l’ouest.